# Праздники Кирибати
Нижеперечисленные государственные праздники Кирибати установлены соответствующим Постановлением 2005 года.
| День                              | Название                       |
| --------------------------------- | ------------------------------ |
| 1 января                          | Новый Год                      |
| 8 марта                           | Международный женский день     |
| передвижной (весна)               | Великая пятница                |
| передвижной (весна)               | Великая суббота                |
| передвижной (весна)               | Пасха                          |
| передвижной (весна)               | Светлый понедельник            |
| 19 апреля (может быть перенесён)  | Национальный День здоровья     |
| 11 июля (может быть перенесён)    | День проповеди                 |
| 12 июля (может быть перенесён)    | День Независимости             |
| 15 июля (может быть перенесён)    | День пожилых мужчин (Unimwane) |
| 16 июля (может быть перенесён)    | День пожилых женщин (Unaine)   |
| Первый понедельник августа        | День молодёжи                  |
| 11 декабря (может быть перенесён) | День мира и прав человека      |
| 25 декабря                        | Рождество                      |
| 26 декабря                        | День подарков                  |